# Museo di antropologia di Xalapa
Il Museo di antropologia di Xalapa (Museo de Antropología de Xalapa), conosciuto anche con la sua sigla, MAX, è il secondo complesso museografico più importante del Messico dopo il Museo nazionale di antropologia a Chapultepec.
In tutti questi spazi si trova la seconda maggiore collezione del mondo di arte preispanica della Mesoamerica, circa 2.500 pezzi, fondamentalmente delle culture olmeca, totonaca e huasteca, tra gli altri popoli del Golfo del Messico, così come un'estesa esposizione sull'etnografia degli attuali popoli indigeni dello stato di Veracruz.

## Architettura
L'area di esposizione del MAX conta ora più di novemila metri quadrati, nei quali si distribuiscono circa duemilacinquecento pezzi di arti preispanica. Quest'area comprende un atrio, una galleria con 18 dislivelli, 6 sale e 3 cortili coperti. La forma allungata e la disposizione consecutiva in cui si presenta la collezione permanente, rendono omaggio alla geografia di Veracruz. Allo stesso modo, le finestre quadrangolari evocano le nicchie caratteristiche dell'architettura di El Tajín. 
L'edificio possiede, inoltre, un auditorium per 329 persone, una sala per esposizioni temporanee, un mezzanino, una caffetteria e una libreria. Lo circondano ampi giardini con una vegetazione nutrita e sempre verde.
Il progetto architettonico è dell'architetto Sergio Mejia Ontiveros.

## Sale

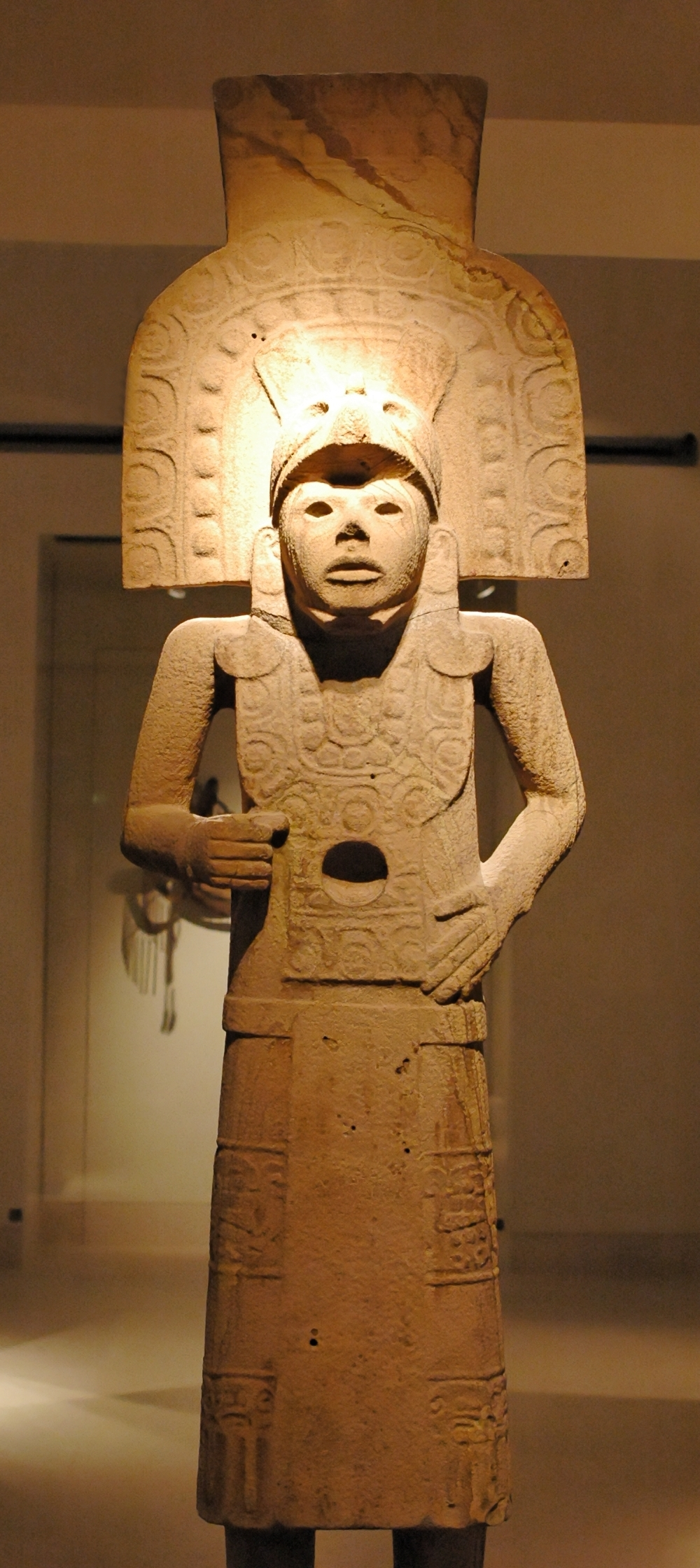
Statua huasteca.

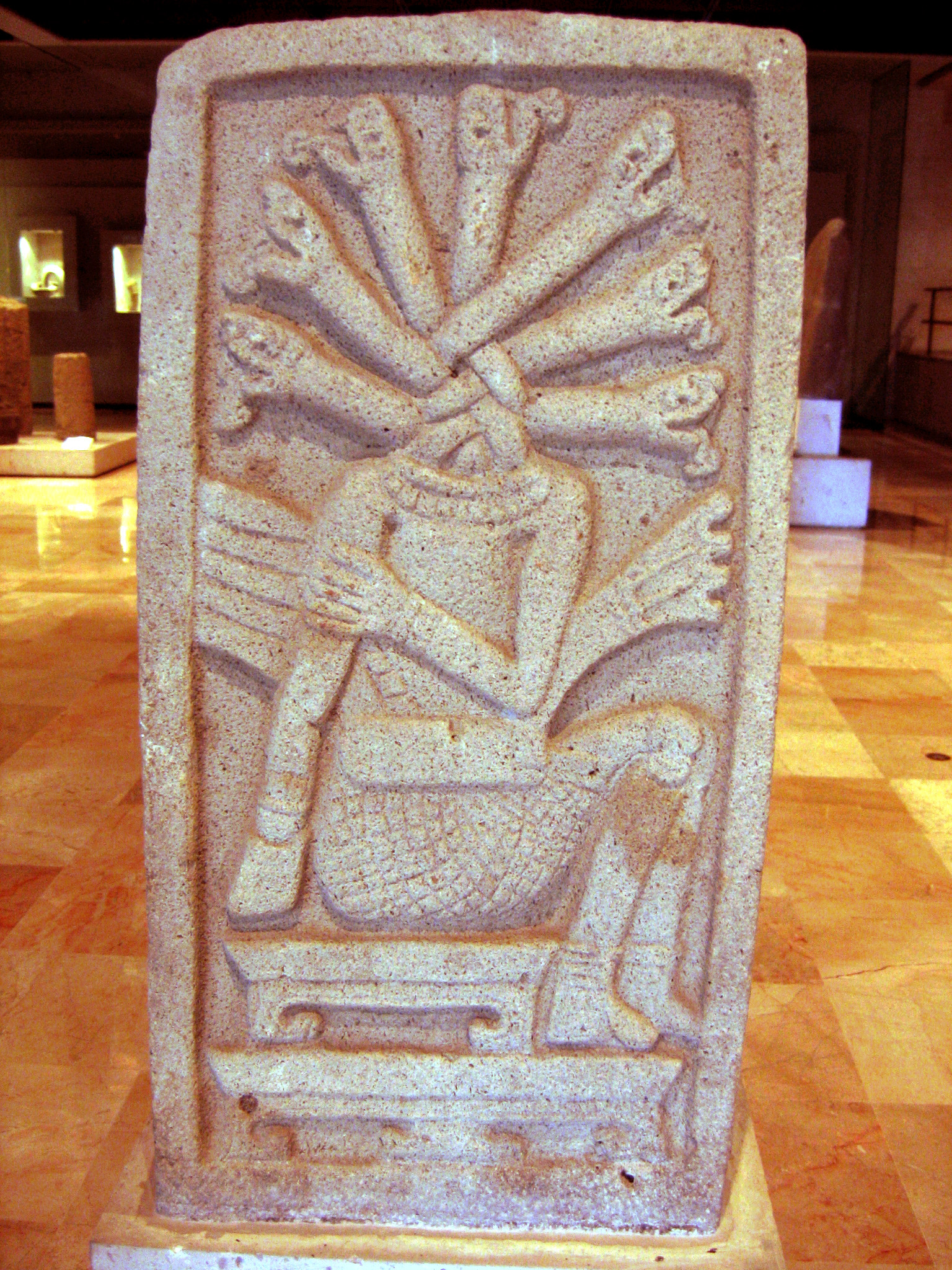
Giocatore di palla decapitato.

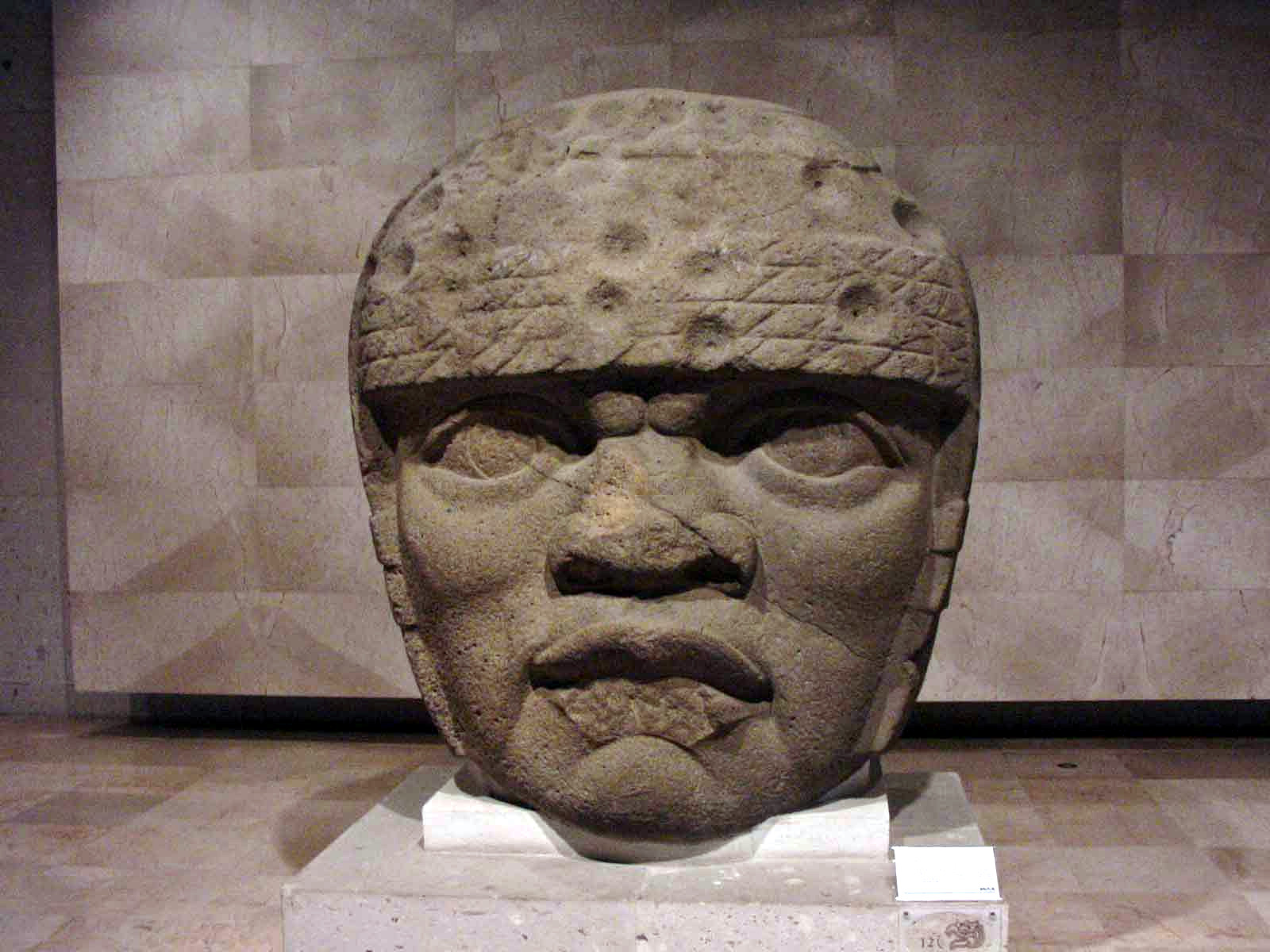
Testa colossale 3.

Le sale che compongono il museo sono:
- Sala Olmeca
- Sala Totonaca
- Sala Huasteca

A queste si aggiunge un'area dedicata alle esposizioni temporanee.